# Sydvästeuropeisk näsling
Sydvästeuropeisk näsling (Parachondrostoma toxostoma) är en fiskart som först beskrevs av Jean Nicolas Vallot, 1837.  Sydvästeuropeisk näsling ingår i släktet Parachondrostoma och familjen karpfiskar. Inga underarter finns listade i Catalogue of Life.
Denna fisk förekommer i östra och södra Frankrike samt i västra Schweiz. Populationen i centrala Frankrike är antagligen introducerad. Arten lever i olika vattendrag och vattenmagasin. När noskarp förekommer vid flodens nedre lopp vandrar sydvästeuropeisk näsling till flodens övre lopp. Trots tillhörighet till olika släkten kan hybrider mellan arterna uppstå.
Olika dammbyggnader minskar fiskens utbredningsområde. Enligt uppskattningar minskade hela populationen med 30 procent mellan 1995 och 2005. IUCN kategoriserar arten globalt som sårbar.